# Truppmann

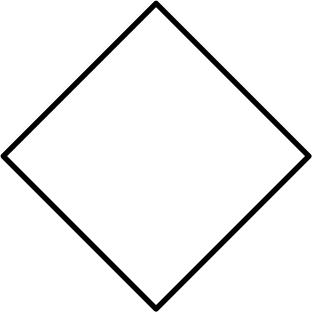
Taktisches Zeichen „Truppmann“

Truppmann bzw. Truppfrau ist die Bezeichnung für ein Mitglied der Feuerwehr, welches mindestens den ersten Teil der Truppmannausbildung erfolgreich absolviert hat. In einem Trupp ist der Truppmann dem Truppführer unterstellt.
Die Truppmannausbildung ist der erste Ausbildungsabschnitt bei Feuerwehren. Dieser besteht aus mehreren Teilen:Truppmann Teil 1 (Grundausbildungslehrgang) mit Prüfung, Truppmann Teil 2 (örtliche Ausbildung über 2 Jahre) mit anschließender Prüfung. Die Anforderungen an den Lehrgang sind in Deutschland durch die FwDV 2 geregelt.

## Truppmann Teil 1
Beim Truppmann Teil 1 werden die Grundlagen vermittelt. Der Lehrgangsteilnehmende soll zur Übernahme von grundlegenden Tätigkeiten als Truppmann unter Anleitung befähigt werden. Er endet in der Regel mit einem Leistungsnachweis. Der Lehrgang dauert bei der Feuerwehr in Deutschland mindestens 70 Stunden und findet meist auf Kreis- oder Gemeindeebene statt. Die Feuerwehr-Dienstvorschrift 2 schreibt als Zugangsvoraussetzung die Mitgliedschaft bei der Feuerwehr vor.
Mit Bestehen des Lehrgangs können die Lehrgänge Sprechfunker (16 Stunden) und Atemschutzgeräteträger (35 Stunden, ab 18 Jahren) besucht werden. Diese Lehrgänge sollen in die Truppmannausbildung eingeschlossen werden, wenn der Standort über Atemschutz verfügt.

## Truppmann Teil 2
Beim Lehrgang Truppmann Teil 2 steht die Vertiefung der Grundlagen der Truppmann Teil 1 im Mittelpunkt. Die Ausbildungszeit bei den Feuerwehren in Deutschland dauert mindestens 80 Stunden in zwei Jahren. Die Feuerwehr-Dienstvorschrift 2 schreibt als Zugangsvoraussetzung die Qualifikation als Truppmann Teil 1 vor. Der Lehrgang kann auf Kreisebene, Gemeindeebene oder im Verbund beider stattfinden. Meist erfolgt die Ausbildung während der laufenden Fortbildung in der eigenen Feuerwehr und wird durch Seminare/Module auf Kreisebene ergänzt. Dabei bestehen starke regionale Unterschiede.
Nach der Ausbildung erfolgt meist ein Leistungsnachweis. In Folge kann der Lehrgang Truppführer, aber auch Fachlehrgänge wie Technische Hilfeleistung, ABC-Einsatz oder Maschinisten besucht werden. Die Lehrgangsdauer beträgt jeweils 35 Stunden.